# Saint Louis Football Club
Saint Louis Football Club, mais conhecida como Saint Louis FC, foi um clube da cidade de St. Louis, Missouri  Disputava a USL Championship. Foi extinto para o surgimento do St. Louis City Soccer Club.

## História
No dia 1 de maio de 2014 foi anunciado que a USL abriria uma franquia em Saint Louis. No mesmo dia foi anunciado que a equipe jogaria no estádio World Wide Technology Soccer Park, na cidade de Fenton, na região metropolitana de St. Louis. No dia 2 de junho de 2014 foi anunciado que o nome do clube seria Saint Louis FC. Em 16 de janeiro de 2015 anunciou uma parceria com o Chicago Fire
Sua partida inaugural foi contra o Louisville City, jogo ao qual acabou derrotado por 2x0. Sua primeira vitóriaveio contra o Tulsa Roughnecks por 2x0. Seu primeiro jogo em casa foi contra o Pittsburgh Riverhounds, jogo que terminou empatado em 1x1.